# Elle est diabétique, hypertendue et elle refuse de crever
Série
Elle est diabétique, hypertendue et elle refuse toujours de crever
(2005)
Pour plus de détails, voir Fiche technique et Distribution.
Elle est diabétique, hypertendue et elle refuse de crever est un long-métrage marocain écrit et réalisé par Hakim Noury sorti en 1999. Il s'agit de la première partie d'une trilogie, dont Elle est diabétique, hypertendue et elle refuse toujours de crever (2005) et Elle est diabétique (2013).
Traitant des différences sociales qui fragilise les couples sur le ton de la comédie, le long-métrage raconte l'histoire d'une vieille belle-mère fortunée et malade, mais qui trouve un malin plaisir à tyranniser son gendre, s'appuyant sur son milieu social défavorisé et sa faible estime de soi.
Sa sortie en salles fut l'un des plus grands succès commerciaux de la fin des années 2000 au Maroc avec 600 000 entrées, dynamisant ainsi la carrière du réalisateur.

## Synopsis
Voulant grimper les échelons dans la société, Najib réussit à manipuler et épouser la naïve fille de sa vieille patronne souffrante d'hypertension artérielle et de diabète. Malgré son nouveau statut de gendre et directeur de la société, sa belle-mère, méfiante à son égard, n'hésite pas à le rabaisser constamment devant tout le monde. À cause de ce harcèlement, Najib est attiré par sa belle voisine, qui devient sa maîtresse ; il mène ainsi une double vie pleine de chantage et de quiproquos.

## Distribution
- Rachid El Ouali
- Amina Rachid
- Asmaa Khamlichi
- Houda Rihani
- Mohamed Benbrahim

## Fiche technique
- Titre original : فيها الملح والسكر أو مبغاتش تموت 1
- Réalisation et scénario : Hakim Noury
- Montage : Allal Sahbi
- son : Faouzi Thabet
- image : Kamal Derkaoui
- Sociétés de production : Prod’action
- Format : couleurs - 35 mm / Scope
- Genre : comédie dramatique
- Durée : 102 minutes
- Date de sortie : 1999